# Pierre Costantini

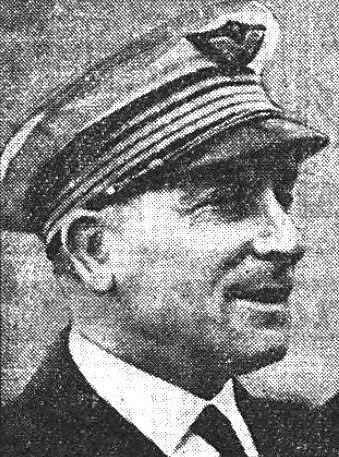
Costantini in 1941

Pierre Dominique Costantini of commandant Costantini (vaak verkeerd gespeld als Constantini) (1889–1986) was een Franse soldaat, journalist, schrijver en bonapartistische militant.

## Leven
Hij vocht als officier in de Eerste Wereldoorlog en als reserveofficier van 1939 tot 1940. Hij richtte de Mouvement social européen op. In 1940 stichtte hij de Ligue française d’épuration, d’entraide sociale et de collaboration européenne en richtte samen met Jean Boissel, Marcel Déat, Pierre Clementi en Eugène Deloncle de Légion des volontaires français contre le bolchevisme (LVF) op. Hij gaf de krant van de Ligue uit: L'Appel. In 1943 richtte hij de Union des journalistes anti-maçons op. Hij vluchtte in 1944 naar Sigmaringen en werd in 1952 veroordeeld tot gevangenisstraf. Later streefde hij een journalistieke carrière na en publiceerde diverse essays. 

## Werken
- La Grande pensée de Bonaparte, Paris, Éditions Baudinière, 1940.
- La Haute signification de la Légion des volontaires français contre le bolchevisme, Paris, L.V.F., circa 1942.
- Ode au masque de Napoléon, Paris, Éditions Baudinière, 1943.